# Henri-Marie Guilluy
Pour les articles homonymes, voir Guilluy.
Henri-Marie Guilluy (en religion), né Henri Charles Joseph le 5 décembre 1911 à Ruitz,, et mort le 19 octobre 2008 à Amiens, est un moine et prêtre catholique français, qui a fondé en 1966 la Congrégation Notre-Dame d'Espérance.

## Résumé de la vie du père Henri-Marie Guilluy
Religieux au sein de l'abbaye Notre-Dame de Wisques, il fonde en 1966 le prieuré Notre-Dame d'Espérance de Croixrault dans le département de la Somme qui a pour mission de permettre à des hommes de faible santé de partager la vie monastique avec des hommes de santé normale et de devenir ainsi des moines à part entière en suivant la règle de saint Benoît.
Le père Guilluy a fondé ensuite la Congrégation Notre-Dame d'Espérance qui rassemble actuellement huit monastères en France qui poursuivent le même objectif.